# Gwiazdozbiór Źrebięcia
Źrebię (łac. Equuleus, dop. Equulei, skrót Equ) – mało wyraźny i jednocześnie najmniejszy powierzchniowo gwiazdozbiór nieba północnego. Mniejszy od niego jest tylko Krzyż Południa. Był znany już za czasów Ptolemeusza, który umieścił go wśród swoich 48 konstelacji. Zarys tego gwiazdozbioru tworzą gwiazdy o jasności około 4m i słabsze. Znajduje się obok konstelacji Pegaza, większego konia niebieskiego, od południa towarzyszy mu Wodnik. W Polsce widoczny od lata do jesieni. Liczba gwiazd dostrzegalnych nieuzbrojonym okiem: około 10.

## Mity i legendy
Z konstelacją wiąże się kilka mitów.
- Ptolemeusz umieszczając gwiazdozbiór na swych mapach nieba, prawdopodobnie sugerował się mitem o Hippe i jej córce Melanippe. Hippe była córką centaura Chirona, którą uwiódł Aeolus, wnuk Deukaliona. W wyniku romansu zaszła ona w ciążę. Aby ukryć to przed srogim ojcem, Hippe uciekła w góry i tam urodziła córkę Melanippe. Kiedy Chiron udał się na poszukiwanie swojej córki, Hippe zwróciła się do bogów o ratunek. Bogowie ją wysłuchali i zamienili w klacz. Artemis umieściła później Hippe pośród gwiazd, gdzie nadal ukrywa się przed Chironem, pokazując tylko swą głowę[2].
- W mitologii greckiej źrebię było uosabiane z młodszym bratem Pegaza. Nazywał się Celeris i został podarowany Kastorowi przez Hermesa. Gwiazdozbiór został nazwany przez greckiego astronoma Hipparcha około 150 r. p.n.e.; jest jednym z pierwszych, którego pochodzenie nie ginie w mrokach czasu, a jego twórca jest znany[1].

## Jak odnaleźć gwiazdozbiór
Znalezienie konstelacji nie jest łatwe. Gwiazdy tworzące jej zarys nie są jasnymi obiektami. Najlepiej najpierw zlokalizować Enif – gwiazdę Pegaza, a następnie na zachód od niej, na tej samej wysokości odnaleźć Gamma Equulei lub trochę jaśniejszą, lecz położoną niżej Alfa Equulei, zwaną również Kitalpha.

## Najjaśniejsze gwiazdy
Źrebię to najmniejszy po Krzyżu Południa gwiazdozbiór na niebie. W odróżnieniu od obficie rozgwieżdżonego Krzyża Południa, który jest najmniejszym gwiazdozbiorem, Źrebię składa się jedynie z kilku bladych galaktyk i zbioru gwiazd podwójnych. Mały trapezoid gwiazd czwartej i piątej wielkości jest wyraźny, ale najlepiej oglądać go w dobrych warunkach. Można też użyć lornetki, bo trapezoid ma zaledwie 5° łuku w najdłuższym wymiarze.
- Najjaśniejsza gwiazda Alfa (α) Equulei (Kitalpha) ma jasność zaledwie 3,92m. Jest to ciasny układ podwójny składający się z żółtego olbrzyma typu widmowego G oraz karła typu A.
- Druga co do jasności Delta (δ) Equ jest również układem podwójnym. Jego podwójną naturę można dostrzec dopiero za pomocą profesjonalnego sprzętu.
- Kolejny element konstelacji, γ Equ jest gwiazdą zmienną. Zmiany te związane są bezpośrednio z szybką rotacją i nietypowym składem chemicznym gwiazdy. Ma towarzyszkę w odległości 1,26 sekundy łuku. Główna gwiazda jest żółta; oba ciała poruszają się podobnie, więc zdają się połączone.
- Lambda Źrebięcia jest parą jasnożółtych gwiazd o wielkości 7,4.
- Tuż nad Deltą Equ znajduje się gwiazda zmienna typu Mira Ceti – R Equ, zmieniająca jasność z okresem 261 dni[3].
- Gwiazda podwójna piątej wielkości I Equulei - ma towarzysza siódmej wielkości, którego można dostrzec przez mały teleskop, oraz słabszego, prawdziwego towarzysza widocznego przez duży teleskop.

## Interesujące obiekty
Mimo małego rozmiaru konstelacja zawiera ciekawe, ale słabe galaktyki: 
- Jedyną galaktyką odpowiednią dla umiarkowanych apertur jest spiralna NGC 7015. Jest wydłużona, w 30-centymetrowym reflektorze widać jedynie niewielkie rozjaśnienie w centrum[1].
- Galaktyka NGC 7040 w 40-centymetrowym teleskopie Newtona pokazuje wydłużone rozproszone halo bez jakiegokolwiek rozjaśnienia w centrum. Rząd trzech ledwie widzialnych gwiazd leży na południowej krawędzi halo[1].
- Galaktyka spiralna z poprzeczką NGC 7046 o wielkości 13,1m – w 30-centymetrowym teleskopie widać bezkształtną poświatę, ale już w 45-centymetrowym ukaże jasne centrum[3].